# St. Johannes Baptist (Brenkhausen)

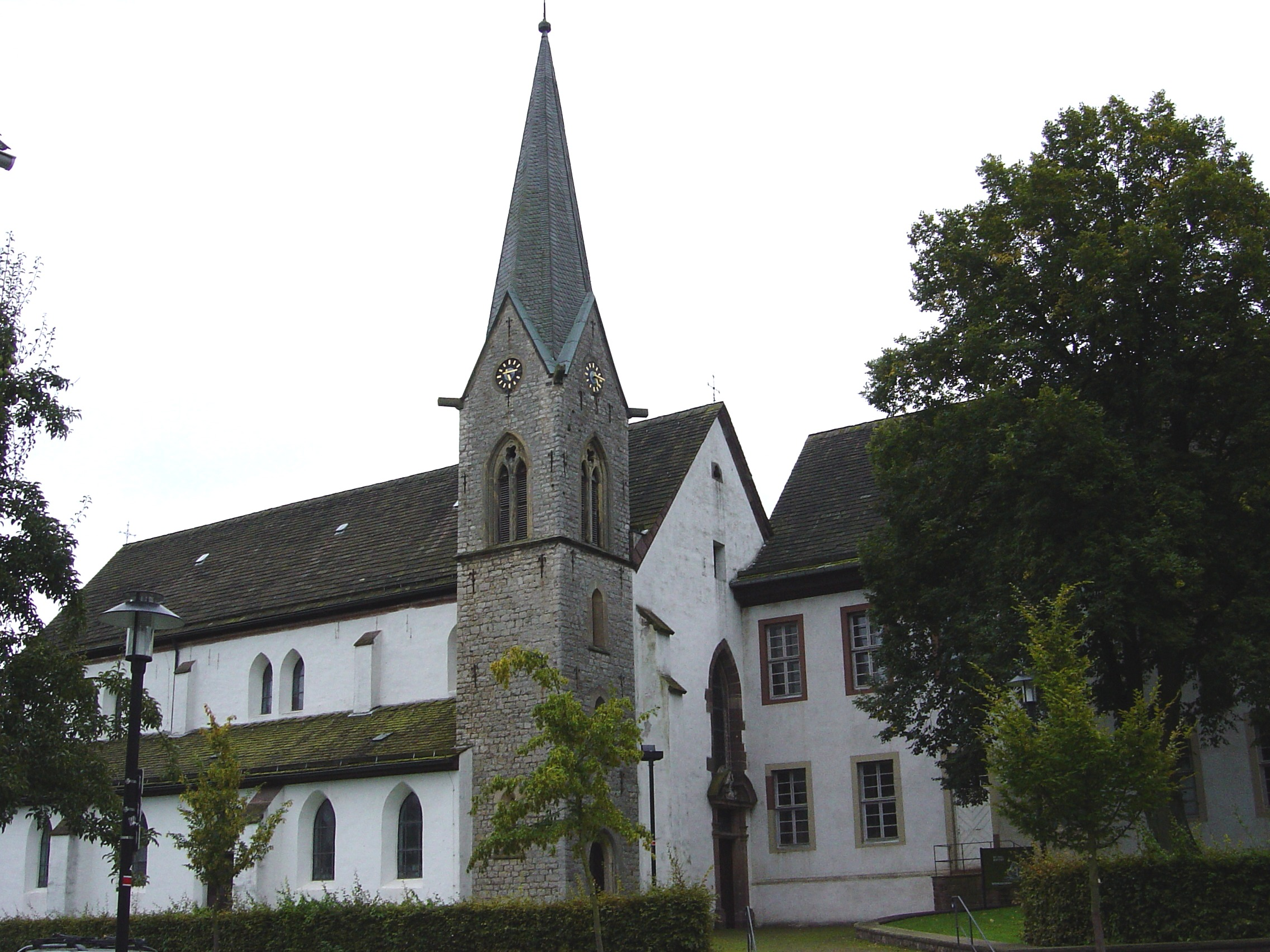
Pfarrkirche St. Johannes Baptist

Die römisch-katholische Pfarrkirche St. Johannes Baptist ist ein denkmalgeschütztes Kirchengebäude in Brenkhausen, einer Ortschaft in Höxter (Nordrhein-Westfalen). Sie ist die ehemalige Klosterkirche des Klosters Brenkhausen. Das Kloster wird derzeit als Männerkloster und Sitz des Generalbischofs der Koptisch-Orthodoxen Kirche in Deutschland genutzt. Die Gemeinde gehört zum Pastoralverbund Corvey.

## Geschichte und Architektur
Eine Pfarrkirche wurde 1231 urkundlich erwähnt. Sie ist möglicherweise mit dem 1994 archäologisch nachgewiesenen Fachwerkbau in Verbindung zu bringen. Die Kirche ist dem Patrozinium des Hl. Johannes Baptist unterstellt. Die dreijochige Pfeilerbasilika wurde im 13. Jahrhundert aus Bruchstein errichtet. Das Gebäude ist verputzt. Mit dem Bau wurde um 1240 begonnen. Zwei Joche einer Pfeilerbasilika waren spätestens um 1270 bis 1272 fertiggestellt. Der Chorschluss war gerade. Die Kirche wurde 1278 geweiht, es wurde das Patrozinium der Maria zugefügt. Für 1282 sind weitere Bautätigkeiten belegt, in dieser Zeit wurde die Kirche vermutlich um ein Mittelschiffjoch ergänzt. Die erneute Weihe wurde 1320 durch den Paderborner Weihbischof Hermann  vorgenommen. Im 18. Jahrhundert wurde das nördliche Seitenschiff abgebrochen und der Vituschor wurde in das Obergeschoss des südlichen Seitenschiffes verlegt. Der Turm wurde 1874. vermutlich anstelle eines Vorgängers, hochgemauert. Das nördliche Seitenschiff wurde 1924 rekonstruiert. Die Westseite wird teilweise von einem Klosterflügel verdeckt. Ein hohes Barockportal steht unter einem Spitzbogenfenster in der Mitte der Front. Im Sprenggiebel darüber ist eine Figur des Erzengel Michael erhalten, sie wurde von 1710 bis 1714 in der Werkstatt Pape angefertigt.
Der Innenraum zu zwei Jochen im geschlossenen System wurde 1924 gestalterisch angepasst. Im Mittelschiff ruhen Kreuzgratgewölbe auf gestuften Vorlagen. Zwischen dem Mittel- und dem Westjoch sind Reste einer Stützfigur erhalten. Die Kreuzgratgewölbe im Südseitenschiff ruhen auf Kämpfern. Die barocke Raumfassung wurde 2002 nach vorhandenen Befunden neu erstellt.

## Ausstattung
Die barocke Innenausstattung ist ein Beleg für die Formen- und Farbenvielfalt der Zeit, sie steht in starkem Kontrast zu dem einfach gehaltenen Innenraum.

### Hochaltar
- Das Ädikularetabel aus Holz ist aufwändig gestaltet und mit Figuren, Weinranken und Pilastern verziert. Das mit 1690 bezeichnete Retabel ist mit 1690 bezeichnet und eine Arbeit von Heinrich Gröne[5]. Die Skulpturen sind mit Ph G Brüll signiert. Das Gemälde im Altarblatt ist einem Gemälde von Rubens nachempfunden. Das Gemälde der Marienkrönung im Auszug wurde 1691 von Johann Georg Rudolphi gemalt und signiert.[6] Das Mittelbild des Altares zeigt Szenen aus der Heilsgeschichte und dem himmlischen Geschehen. Außerdem fährt Maria in den Himmel auf. Das Bild im Auszug des Altares ist rechteckig eingerahmt und zeigt auf goldfarbenem Grund das rote wehende Gewand des Christus. Daneben sitzt Gottvater mit einer Tiara auf dem Kopf. Er ist in ein Gewand aus Goldbrokat gekleidet. Zwischen Vater und Sohn ist symbolhaft der Heilige Geist zu sehen. Im unteren Teil des Bildes sind die Apostel um den Sarkophag der Maria versammelt. Einige verneigen sich, andere blicken nach oben. Das Altarbild wird von zwei gedrehten Säulen gerahmt. Auf der rechten Seite steht die Figur des Hl. Vitus und links, die des Johannes der Täufer. Die Architektur wird von einem Jesusmonogramm in einem Strahlenkranz bekrönt. Der Tabernakel wurde erst im 17. Jahrhundert auf die Mensa gestellt. Er hat die Form eines Tempels und ist von acht Säulen umgeben. Engelsköpfe mit Flügeln und Kartuschen befinden sich unter dem Tabernakel, daneben sind Benedikt und Scholastika dargestellt.[7]

### Reliquienaltar
- Der Reliquienaltar ist den Heiligen Maria und Ursula gewidmet. Er ist ein Zeugnis zunehmender Reliquienverehrung in der Barockzeit.  Der geschnitzte Aufsatz mit ornamentalen Mustern wurde 1712 angefertigt und steht im südlichen Seitenschiff. In solchen Altären sollte die Präsenz der Gemeinschaft der Heiligen ihren Ausdruck finden. Der Altar ist in drei Stockwerke unterteilt und läuft, sich verjüngend, auf einen Strahlenkranz zu, in den das Monogramm der Muttergottes eingearbeitet ist. Die Achse des Aufbaus wird von drei Kreisen gebildet, die von Blumen und Blättern umrankt sind. Unter den überwuchernden, goldenen Akanthusblättern sind unter bestickten Stoffen, Reliquien angeordnet. Das Zentrum des unteren Stockwerkes ist eine spätgotische Strahlenkranzmadonna in einem ovalen Kranz. Darüber steht eine Figur des Johannes und im oberen Stockwerk ein Jesusmonogramm auf einem roten Kissen.[8]

### Sonstige Ausstattung
- Die Kanzel befindet sich am linken Pfeiler des Chorbogens. Sie wurde 1690 angefertigt und ist mit den Tafeln der zehn Gebote bekrönt, die von goldenen Strahlen und einem Wolkenkranz umgeben sind.
- Die kleine Strahlenkranzmadonna auf dem Reliquienaltar wurde zum Ende des 16. Jahrhunderts geschnitzt.[9]
- Der Taufstein aus Sandstein ist in Pokalform gehalten und mit 1606 bezeichnet, er ist mit Beschlagwerk verziert.[9]
- Die geschnitzte Holzfigur der Hl. Barbara ist aus dem 16. Jahrhundert.
- Das Holzrelief aus dem 16. Jahrhundert stellt das Martyrium der Zehntausend dar.
- Die Mondsichelmadonna und das Jesuskind kämpfen gemeinsam mit einem Speer gegen einen Drachen. Diese Arbeit aus der Zeit um 1700 ist Gertrud Gröninger zugeschrieben.
- Die Glocke wurde 1753 gegossen, der Name des Gießers ist nicht überliefert. Sie ist auf den Ton dis 2 +3 gestimmt.

## Pfarrheim
Der gotische Ostflügel des ehemaligen Klosters wird als Pfarrheim genutzt. Das zweigeschossige Gebäude des 13. Jahrhunderts wurde von 1972 bis 1975 wiederhergestellt. Es ist mit einem Satteldach gedeckt. An der Südseite befindet sich ein Treppengiebel. Die Wände sind durch Lanzettfenster und im Erdgeschoss durch Spitzbogenfenster, die teilweise ergänzt wurden, gegliedert. Die Lanzetten wurden nach erhaltenen Fragmenten ergänzt. Eine bauzeitliche Eichenholzzarge ist in der Westwand im Norden erhalten. Nach der Säkularisation wurde das Kloster in eine landesherrliche Domäne umgewandelt, der Klosterflügel wurde 1803 als Scheune und Brennerei genutzt. Die Klosterkirche und das Pfarrheim sind in Besitz der katholischen Kirche.

## Bilder

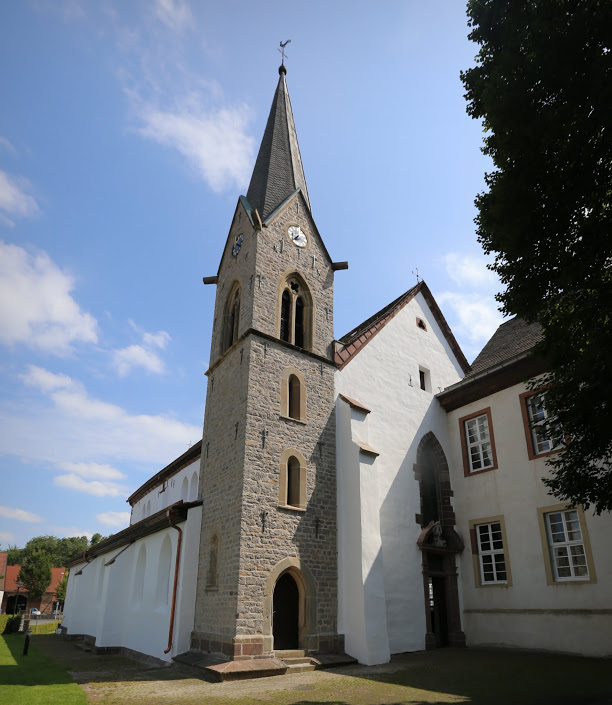
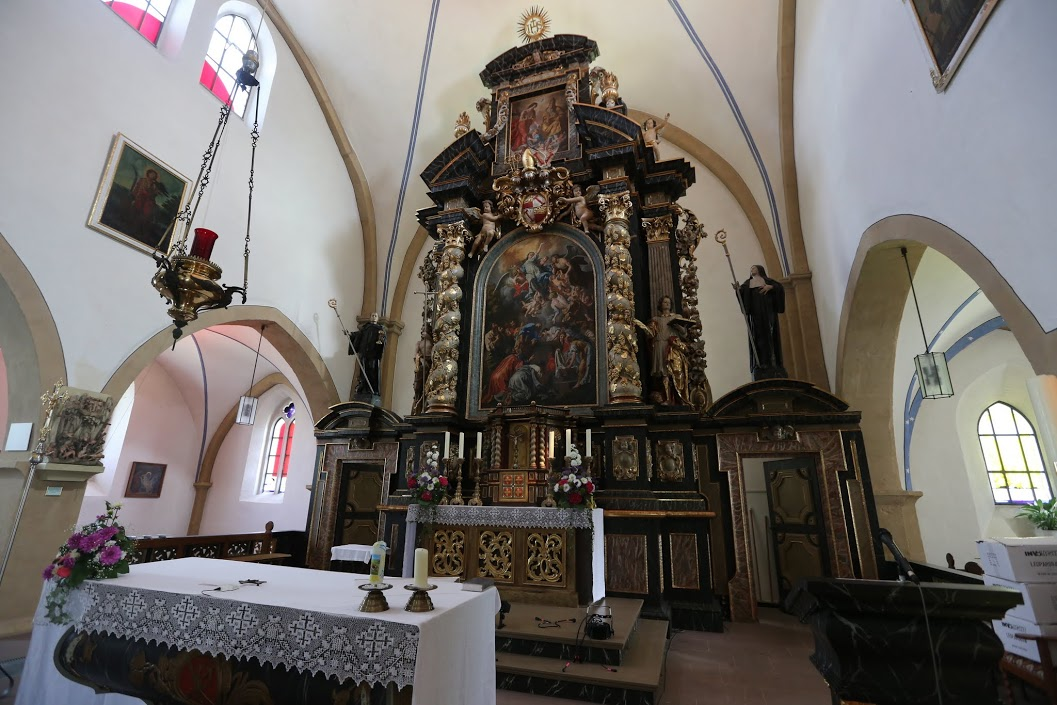
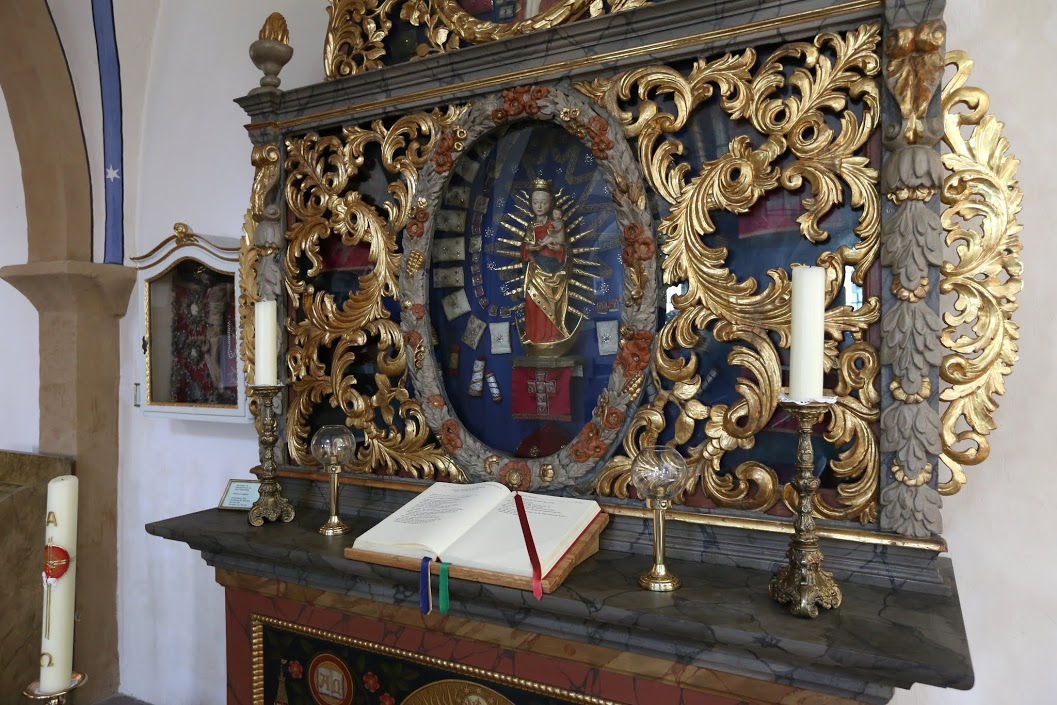
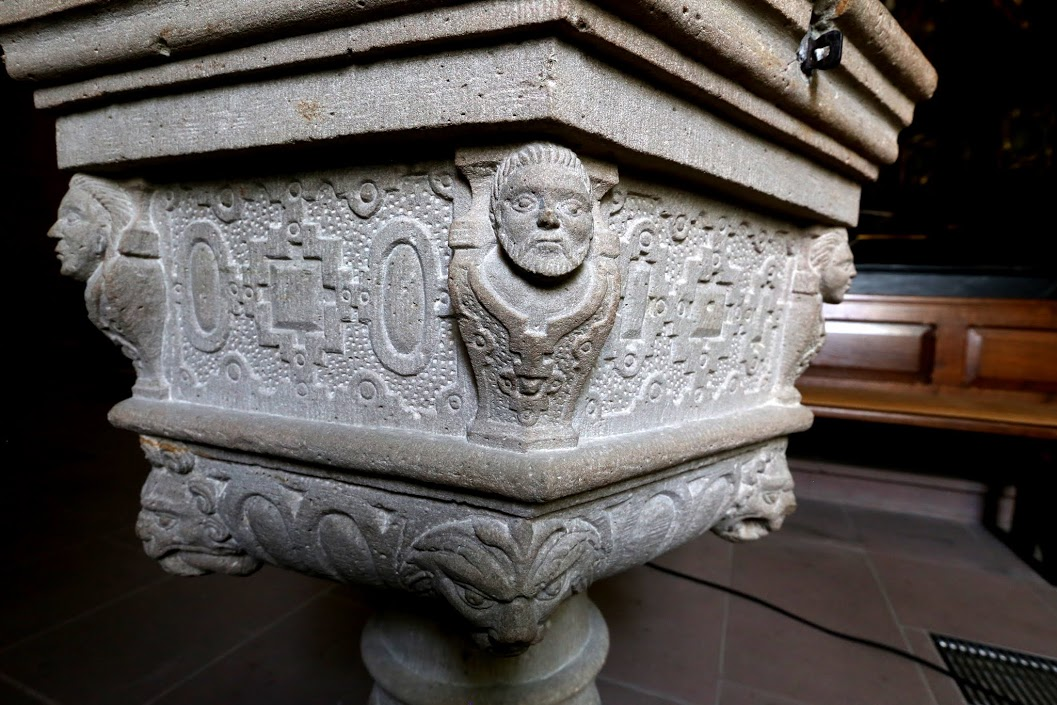
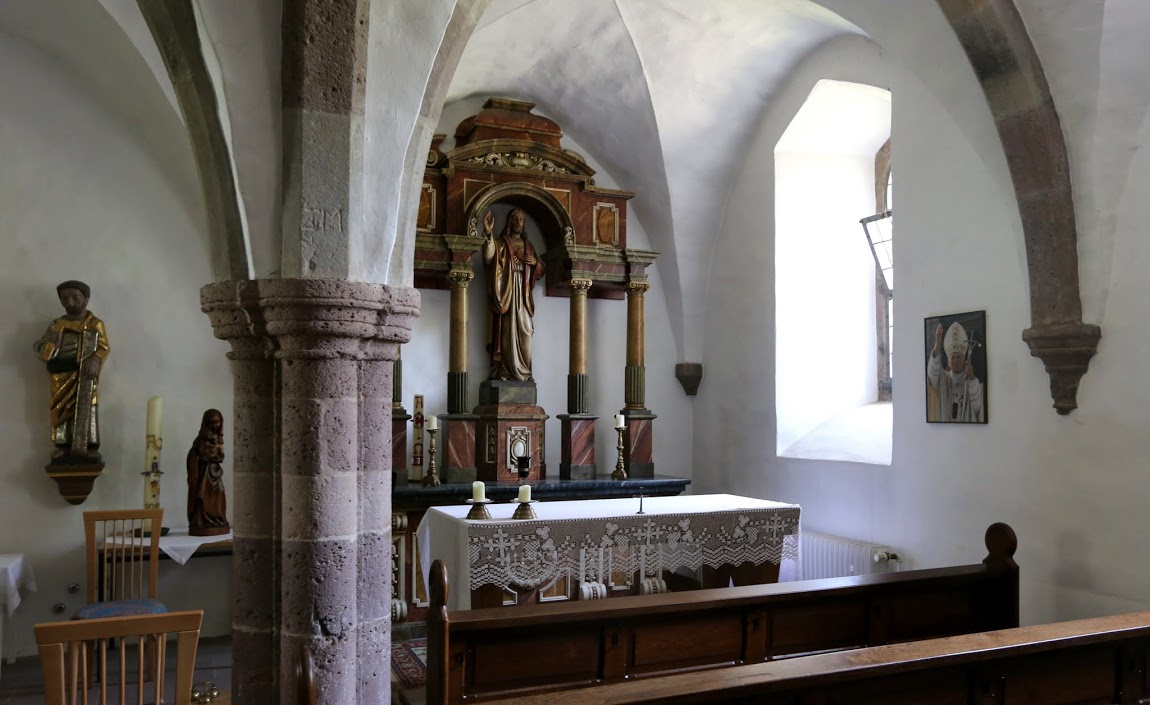
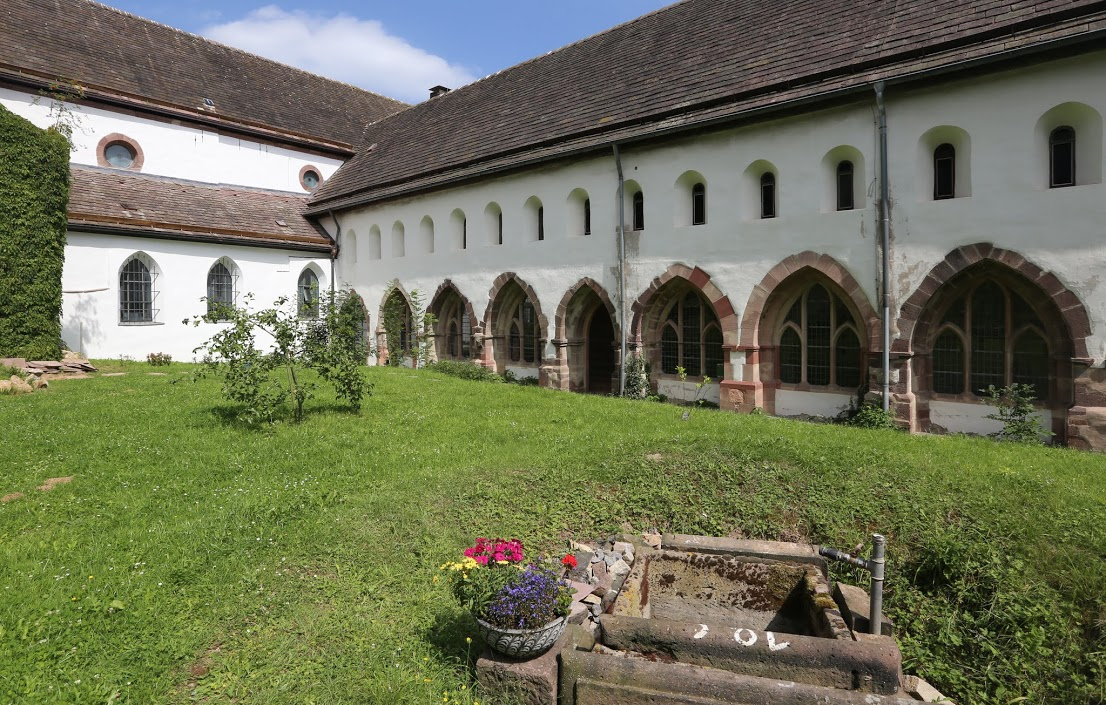